# Odprto prvenstvo Anglije
Odprto prvenstvo Anglije, najpogosteje imenovan kar Wimbledon, je najstarejši teniški turnir na svetu in je pogosto označen kot najpomembnejši in najuglednejši teniški turnir na svetu. Na igriščih All England Club v Wimbledonu, London, se odvija od leta 1877 in se igra na zunanjih, s travo prekritih igriščih.
Wimbledon Championship je eden izmed štirih teniških turnirjev za nagrado Grand Slam, ostali trije so še Odprto prvenstvo Avstralije (Australian Open) v Melbournu, Odprto prvenstvo Francije v Roland Garrosu (French Open) in Odprto prvenstvo ZDA (US Open) v New Yorku. Odkar so na Odprtem prvenstvu Avstralije leta 1988 prešli na trdno peščeno podlago, je Wimbledon ostal edini izmed teh, kjer se še vedno igra le na travnati podlagi.
Turnir tradicionalno poteka v razponu dveh tednov konec junija in v začetku julija ter doseže vrhunec v ženskem in moškem finalu posameznikov (angl. Ladies' and Gentlemen's Singles Finals), ki sta na sporedu v soboto in nedeljo drugega tedna. Zadnje spremembe v teniškem koledarju dogodek sicer bolj potiskajo za teden kasneje, v začetek julija. Na igriščih vsako leto razen tega poteka še pet drugih večjih dogodkov, dodatno pa tudi mladinski in komercialni dogodki. Najuspešnejši igralec v zgodovini prvenstva je Roger Federer z osmimi osvojenimi naslovi.
Wimbledonske tradicije vključujejo tudi natančen oblačilni protokol tekmovalcev in kraljevsko pokroviteljstvo. Tradicionalna jed turnirja so jagode s smetano. Leta 2017 so tako obiskovalci použili 34.000 kg angleških jagod in 10.000 litrov sladke smetane, dogodek pa prinaša tudi številne druge komercialne učinke. Turnir je znan tudi po odsotnosti vsakršnih reklamnih panojev okoli igrišč, razen tistih, ki oglašujejo časomere Rolex. Od leta 2009 imajo igrišča zložljivo streho, s čimer so želeli zmanjšati čas prekinitev zaradi dežja, po čemer je bilo prvenstvo tudi znano do takrat.